# شویدباقلا
شویدباقالی یکی از خوراک‌های ایرانی است که پایه آن بر استفاده از برنج است. این غذا هم برای مصرف در جمع خانواده و هم برای مهمانی‌های رسمی و مجالس پخته می‌شود.

## مواد لازم برای ۶ نفر
- برنج، چهار پیمانه
- خلال باقالی سبز، دو پیمانه
- شوید، نیم کیلوگرم
- مرغ کوچک، یک عدد
- نمک، دو قاشق سرخالی غذاخوری
- روغن، دو قاشق غذاخوری سرپر

## شیوهٔ پخت
برنج را بین ۲ تا ۳ ساعت درون آب خیس می‌کنیم و دو قاشق سرخالی غذاخوری نمک به آن می‌افزاییم. قابلمه را تا نیمه آب پر کرده و برنج را درون آن می‌ریزیم، سپس باقالی را به آن می‌افزاییم. پس از این که برنج به جوش آمد، شوید را به آن افزوده و آن را هم می‌زنیم و پس از این که برنج پخته شد، آن را آبکش می‌کنیم. سپس ته قابلمه کمی روغن می‌ریزیم. پس از آن برنج را در قابلمه می‌ریزیم و آن را دم می‌کنیم. مرغ را جداگانه سرخ کرده یا پخته و سپس همراه برنج سرو می‌نماییم.

### یادآوری
- هنگام آبکش کردن کمی از برنج بچشید. اگر دیدید میزان شوری آن بسته به ذائقه شما زیاد است کمی آب ولرم روی برنج بریزید تا از میزان شوری آن کم گردد.
- کسانی که غذا را چرب می‌پسندند می‌توانند پیش از سرو غذا به آن کمی روغن بیفزایند.